# Grou-pequeno

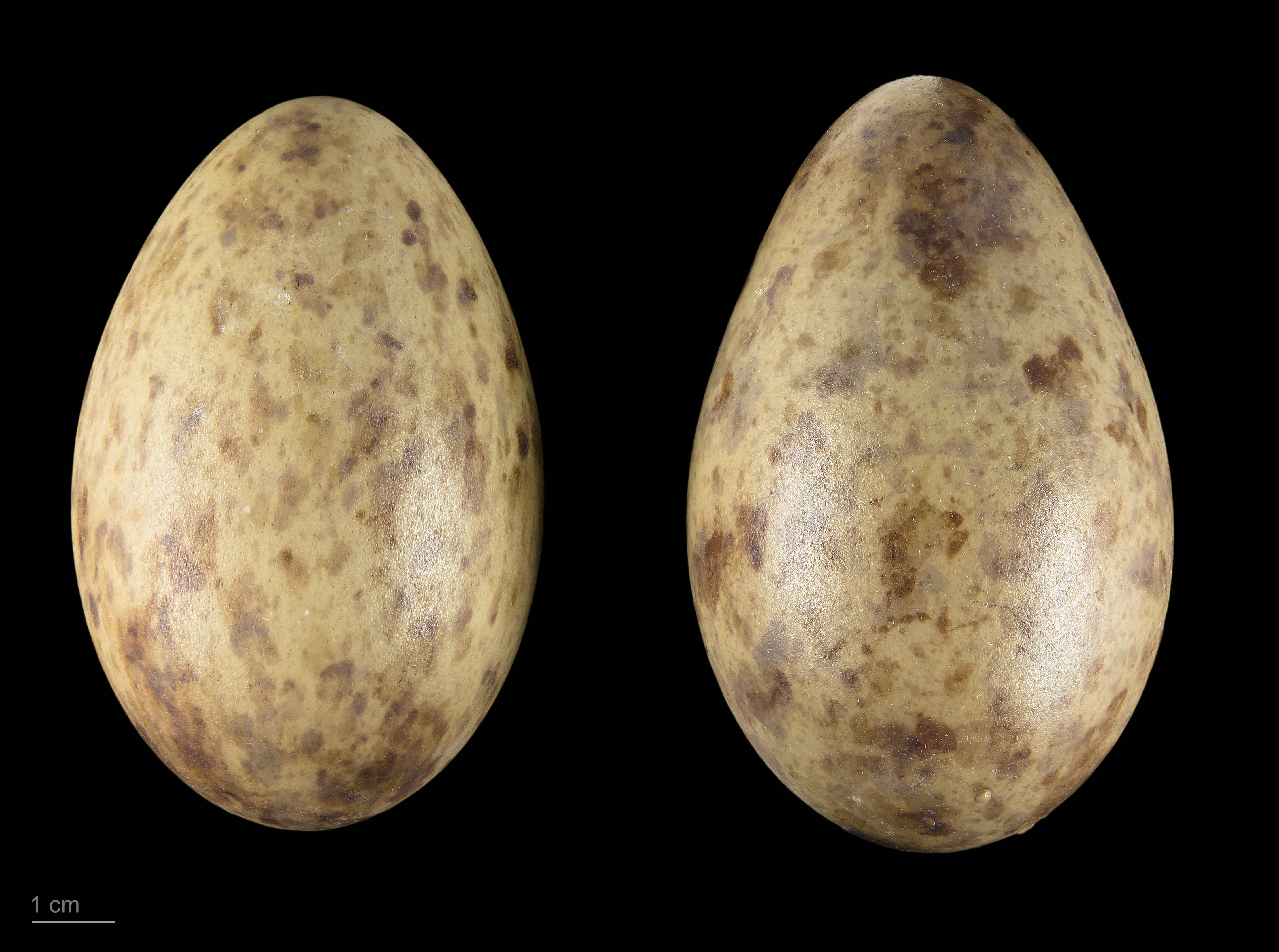
Grus virgo - MHNT

O grou-pequeno, também conhecido popularmente por grou-demoiselle (nome científico: Grus virgo ou Anthropoides virgo) é uma ave da família Gruidae. É encontrado do centro da Eurásia, desde o leste do Mar Negro até a Mongólia e nordeste da China.

## Subespécies
A espécie é monotípica (não são reconhecidas subespécies).